# Beverly Shaffer
Beverly Shaffer (* 8. Mai 1945 in Montreal) ist eine kanadische Regisseurin und Produzentin. Mit ihrem Dokumentar-Kurzfilm I’ll Find a Way gewann sie einen Oscar.

## Leben und Wirken
Beverly Shaffer absolvierte ein Studium der vergleichenden Religionswissenschaft und Philosophie an der McGill University, das sie 1967 mit einem Bachelor of Arts abschloss. Anschließend war sie zwei Jahre als Highschool-Lehrerin tätig. 1971 erlangte sie einen Master-Abschluss im Fachgebiet Film an der Boston University. Danach war sie bis 1976 beim Bostoner TV-Bildungskanal WGBH-TV tätig, der zur Senderkette Public Broadcasting Service gehört. Dort betrieb sie Recherchen für die Sendung The Reporters und arbeitete als Produktionsassistentin für die Kinder-Serie Zoom, die populärwissenschaftliche Reihe Nova sowie The Advocates.
1975 trat Shaffer eine Stelle im Studio D beim National Film Board of Canada an, für das sie in den folgenden 25 Jahren Filme produzierte. Zunächst drehte sie zehn Beiträge für die Direct-Cinema-Reihe Children of Canada. Dazu gehörte auch ihre Kurz-Doku I’ll Find a Way über ein Mädchen mit Spina bifida, die 1978 mit einem Oscar in der Kategorie Bester Kurzfilm ausgezeichnet wurde. Weitere Dokumentarfilme folgten.
Kontroversen löste Shaffers einstündige Dokumentation To a Safer Place (1987) aus, die das Thema Inzest aufgreift und erstmals in der PBS-TV-Sendung Frontline ausgestrahlt wurde. Darin berichtet eine erwachsene Frau von dem jahrelangen Missbrauch durch ihren Vater, den sie erst mit 14 Jahren durch Flucht aus dem Elternhaus beenden konnte, da ihr niemand glaubte. Die Dokumentation wurde auch auf BBC und CBC gezeigt, mehrfach ausgezeichnet und von Sozialarbeitern eingesetzt.
In den 1990er Jahren produzierte Shaffer sieben Folgen der Reihe Children of Jerusalem über israelische und palästinensische Kinder sowie eine Fortsetzung zu I’ll Find a Way mit dem Titel Just a Wedding, in der das porträtierte Mädchen heiratet. Bei Just a Wedding setzte sie nachgestellte Szenen ein, um dramatische Effekte zu erzielen.
Ihr letzter Film Mr. Mergler’s Gift erschien 2005. Der Doku-Kurzfilm handelt von einem sterbenden Klavierlehrer und seiner letzten Schülerin.

## Filmografie
- 1972: Zoom (Fernsehserie)
- 1975: My Friends Call Me Tony
- 1975: My Name Is Susan Yee
- 1977: Beautiful Lennard Island
- 1977: Gurdeep Singh Bains
- 1977: Kevin Alec
- 1977: Veronica
- 1977: I’ll Find a Way
- 1977: Beautiful Lennard Island
- 1978: Benoît
- 1981: Julie O’Brien
- 1982: It’s Just Better
- 1983: I Want to Be an Engineer
- 1985: Discussions in Bioethics: Who Should Decide?
- 1987: To a Safer Place
- 1989: Half the Kingdom
- 1992: Children of Jerusalem: Yacoub
- 1994: Children of Jerusalem: Yehudah
- 1994: Children of Jerusalem: Tamar
- 1994: Children of Jerusalem: Neveen
- 1994: Children of Jerusalem: Ibrahim
- 1994: Children of Jerusalem: Gesho
- 1994: Children of Jerusalem: Asya
- 1999: Just a Wedding
- 2002: To my birthmother
- 2005: Mr. Mergler’s Gift